# Гипофосфатемия
Гипофосфатемия —  нарушение электролитного баланса, при котором наблюдается низкий уровень фосфатов в крови. Симптомы могут включать слабость, затрудненное дыхание и потерю аппетита. Осложнения могут включать судороги, кому, рабдомиолиз или омтеомаляцию.
Причинами являются алкоголизм, диабетический кетоацидоз, ожоги, гипервентиляция и некоторые лекарства Гипофосфатемия также может начаться  в условиях гиперпаратиреоза, гипотиреоза и синдрома гиперкортицизма. Диагноз ставится на основании концентрации фосфата в крови менее 0,81 ммоль/л (2,5 мг/дл). Если уровень ниже 0,32 ммоль/л (1,0 мг/дл), это считается тяжелым.
Лечение зависит от основной причины. Фосфат можно принимать внутрь или вводить в вену. Гипофосфатемия встречается примерно у 2% людей по больнице и у 70% людей в отделении интенсивной терапии.